# Аді-Квала (район)
Аді-Квала — район зоби (провінції) Дебуб, що в Еритреї. Столиця — місто Аді-Квала. У 2005 році частину території було включено до новоствореного району Маї-Аїні.